# Conservatorio Nacional de Plantas de Perfumería, Medicinales, Aromáticas e Industriales
El Conservatorio Nacional de Plantas de Perfumería, Medicinales, Aromáticas e Industriales, ( en francés: Conservatoire National des Plantes à Parfum, Médicinales, Aromatiques et Industrielles anteriormente conocido como Conservatoire National des Plantes Médicinales Aromatiques et Industrielles (CNPMAI).) es un conservatorio de plantas y jardín botánico sin ánimo de lucro, de 4 hectáreas de extensión, en Milly-la-Forêt, Francia. 
El código de identificación del Conservatoire National des Plantes à Parfum, Médicinales, Aromatiques et Industrielles  como  miembro del "Botanic Gardens Conservation Internacional" (BGCI), así como las siglas de su herbario es MILLY.

## Localización
Conservatoire National des Plantes à Parfum, Médicinales, Aromatiques et Industrielles Route de Nemours, Milly-la-Forêt, Département de Essonne, Île-de-France, France-Francia.
Planos y vistas satelitales.48°23′49″N 2°28′45″E / 48.39694, 2.47917
Se encuentra abierto todos días en los meses cálidos del año, se cobra una tarifa de entrada. 

## Historia
El conservatorio fue establecido en 1987 por la asociación de profesionales de las Plantes Aromatiques et Médicinales (PAM), sociedad creada para preservar las plantas medicinales, aromáticas, y de uso industrial. 
En el año 1994 se revisa su nombre y su cometido añadiendo las plantas relacionadas con los perfumes, y se abre al público en general en el 2002. 

## Colecciones
Actualmente el jardín botánico alberga unas 1200 especies plantadas en : 
- Jardín de estudio con 40 cuadros
- Jardín medieval creado en 1997.
- Jardín de plantas para perfumes,
- Jardín de plantas medicinales,
- Plantas aromáticas,
- Plantas tóxicas,
- Plantas insecticidas,
- Colección de Lavandula,
- Colección de Mentha,
- Colección de Salvia.
- Plantas medicinales nativas de Francia.
- Invernaderos con dos estructuras de 950 m² y 290 m².

Algunos especímenes de la "Conservatoire National des Plantes à Parfum, Médicinales, Aromatiques et Industrielles".

Especímenes
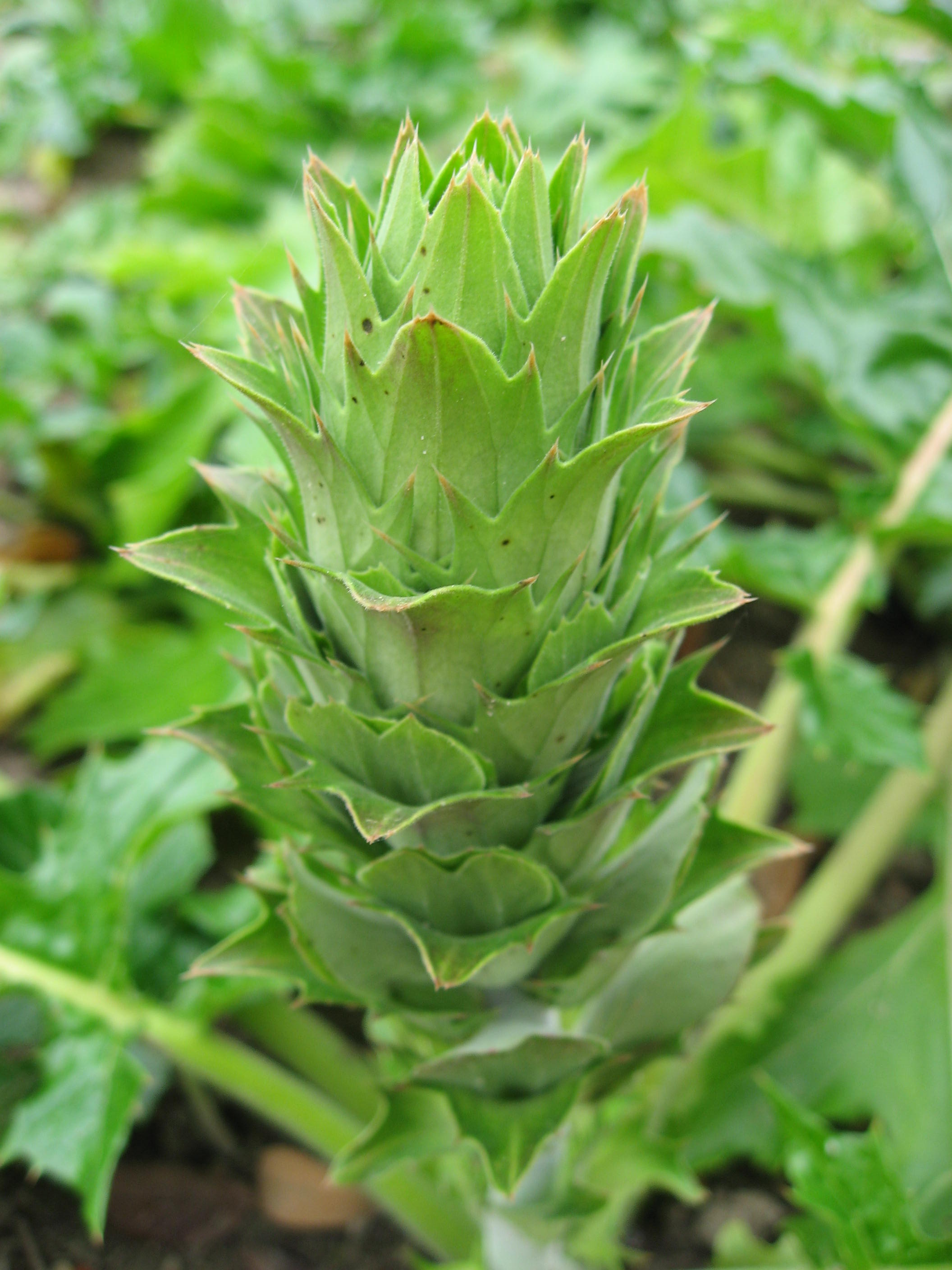
Hojas de acanto (Acanthus mollis)
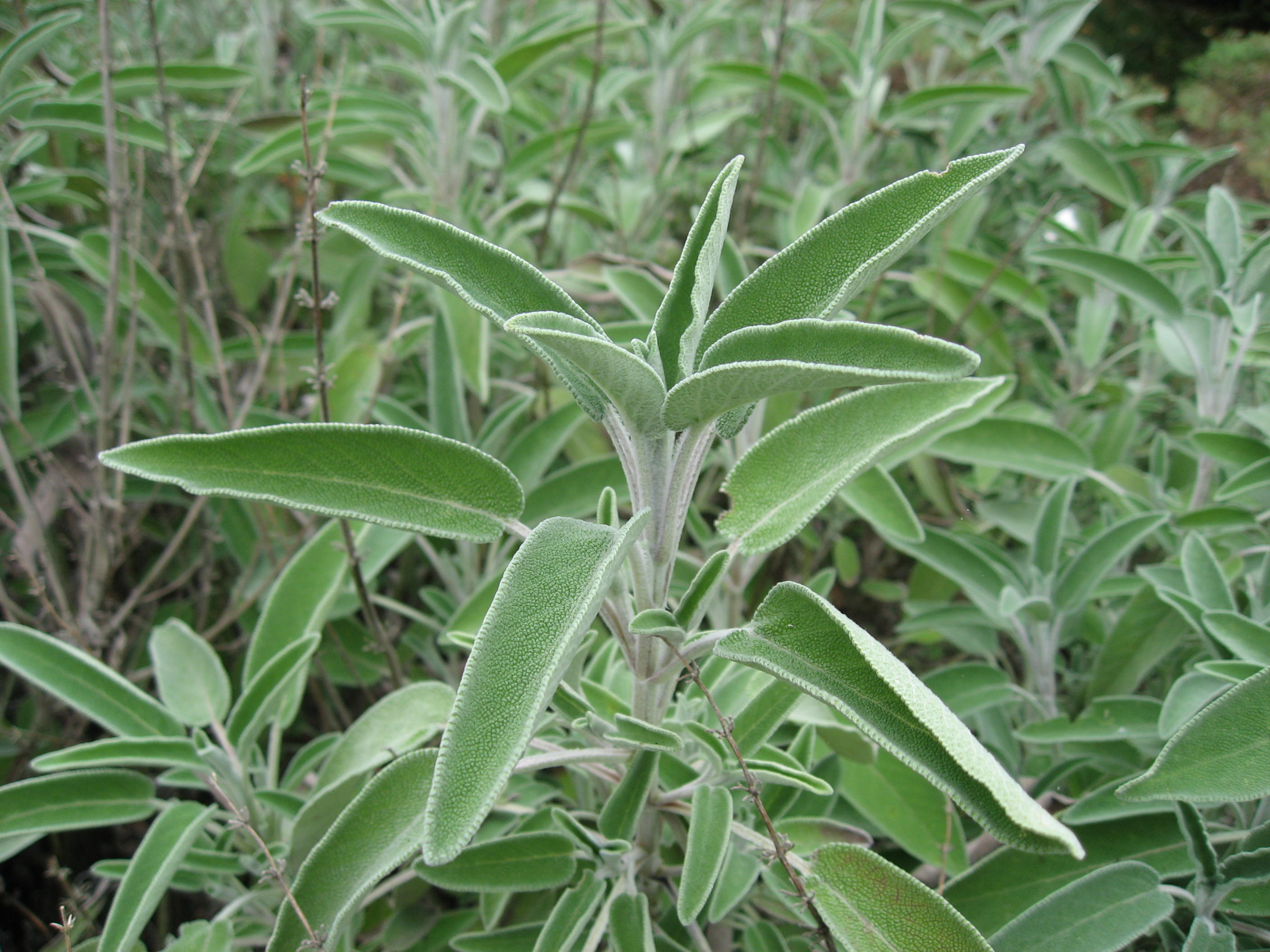
Salvia oficinal (Salvia officinalis)
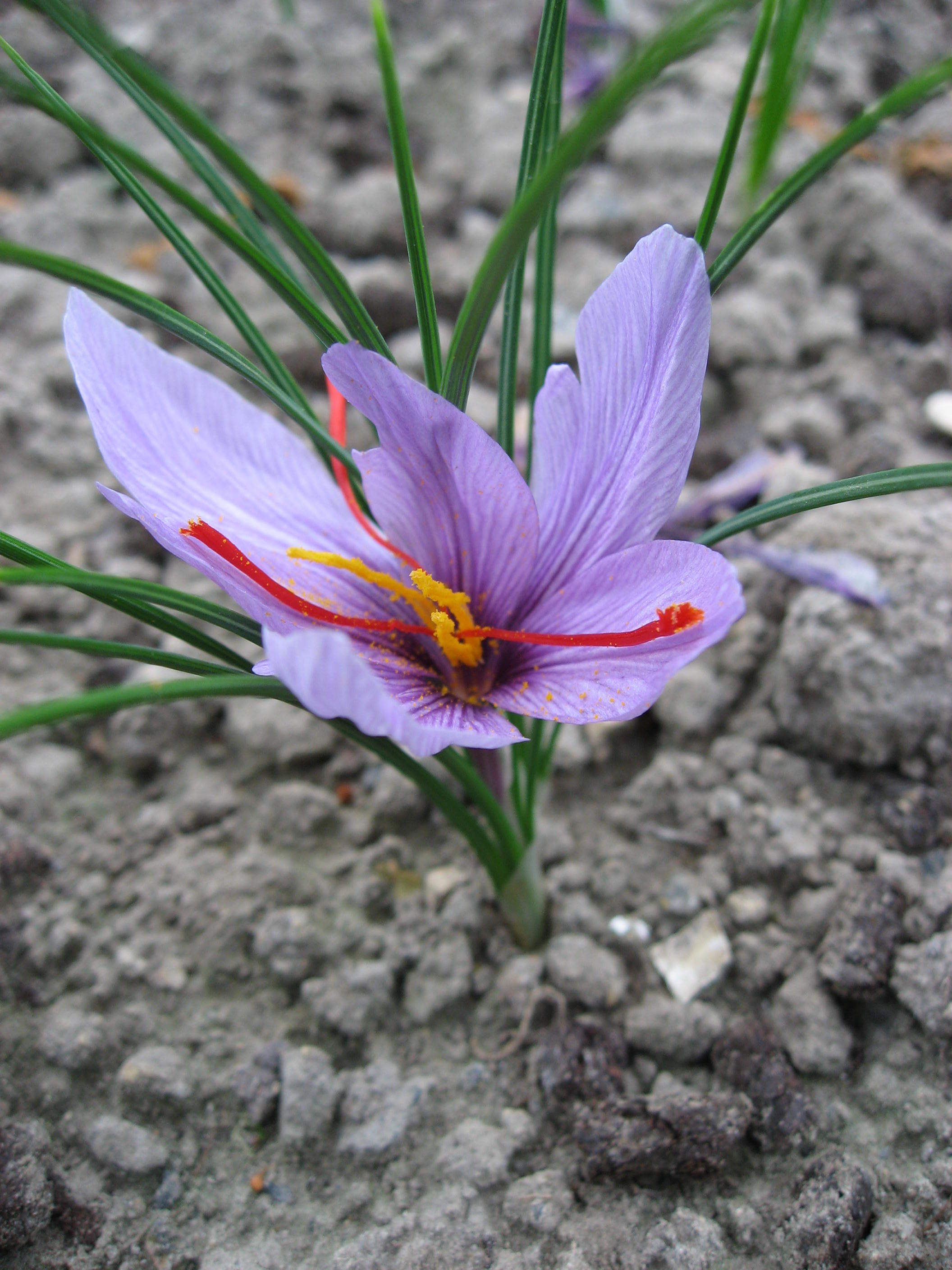
Flor de Azafrán (Crocus sativus)